# Katsina
Ne pas confondre avec les Kachinas, esprits de peuples amérindiens
Katsina est une ville du nord du Nigeria, aire d'administration locale et capitale de l'État de Katsina, sur les bords de la rivière éponyme. Elle est la capitale historique du royaume et émirat de Katsina (Xe siècle-1904), un des sept royaumes ou cités-états haoussa légitimes.

## Géographie
La ville est située à 84 km à l'ouest de Daura, à 173 km au nord-ouest de Kano, elle est proche de la frontière entre le Niger et le Nigeria et à 90 km au sud-est de Maradi au Niger.
| Jibia | Kaita      | Kaita      |
| Jibia | Katsina    | Batagarawa |
|       | Batagarawa |            |

## Histoire

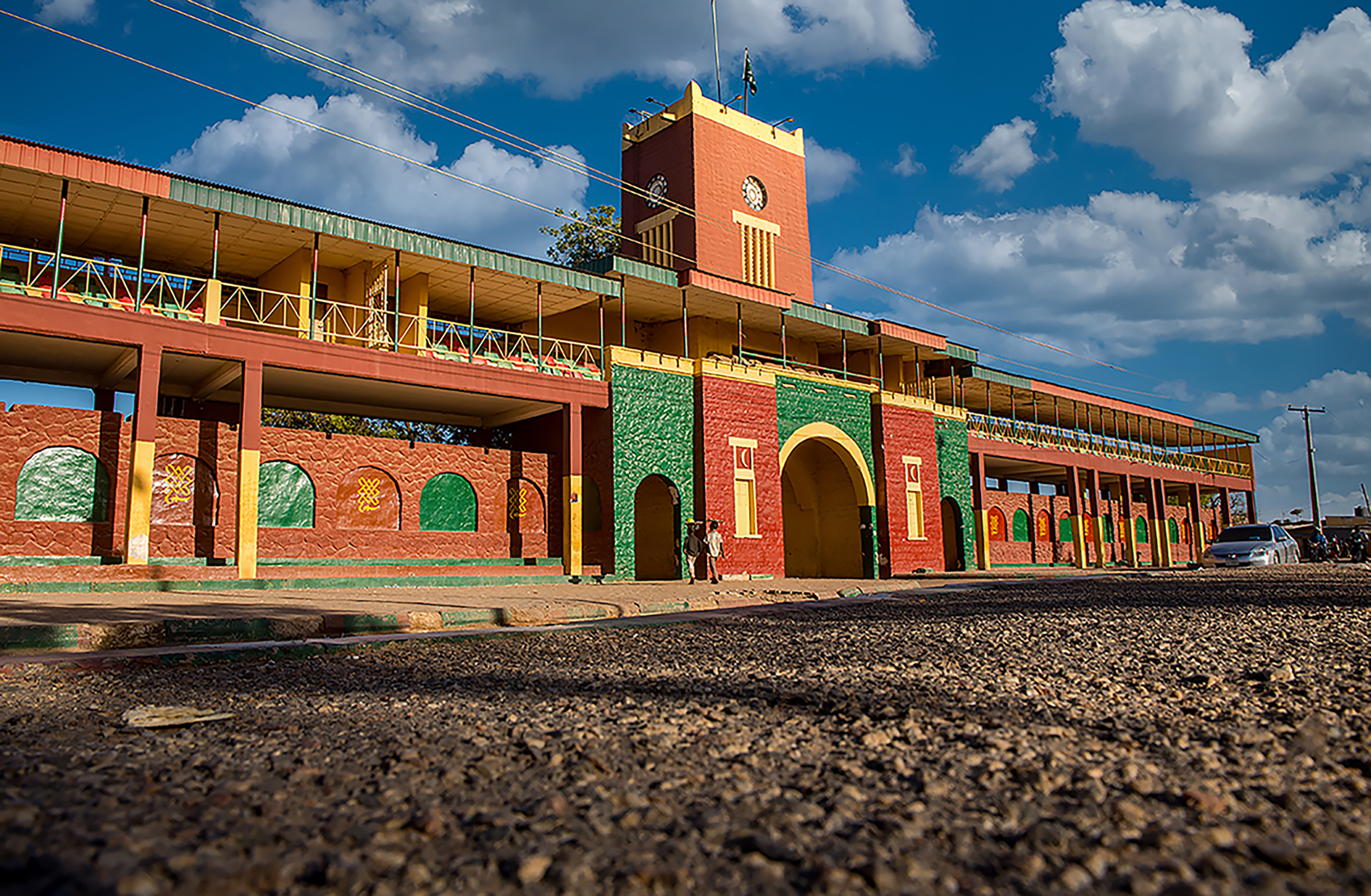
Palais de l'émir de Katsina.

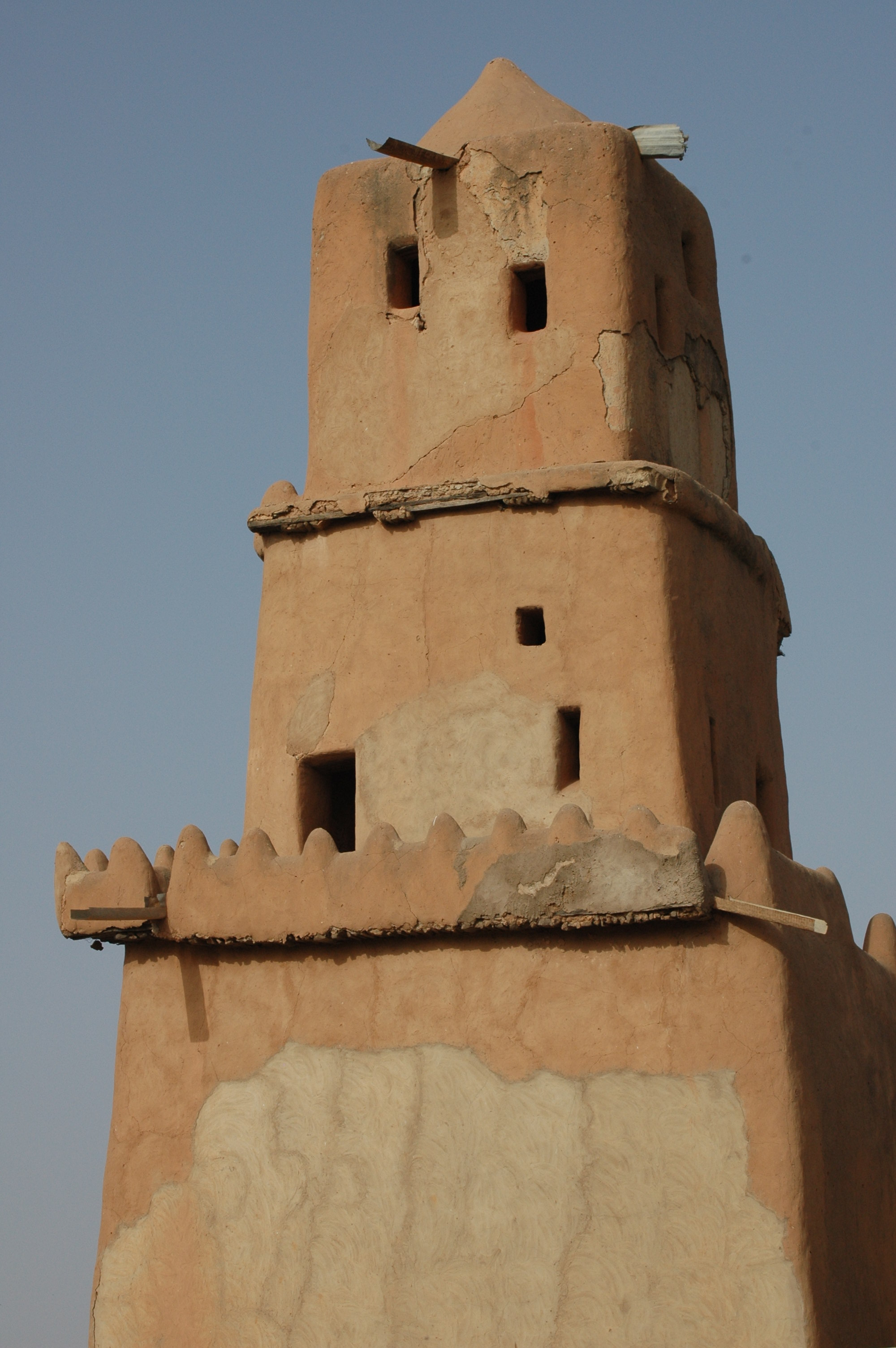
Minaret Gobarau, Katsina.

L'histoire de Katsina remonte au moins au XIe siècle, date à laquelle le roi Murabus fait construire le mur de 21 km de long et percé de sept portes qui entoure encore la ville. C'est alors une cité-État haoussa dirigée par le Sarki, un roi de nature semi-divine, mais qui risque la peine de mort en cas d'incompétence. Du XVIIe au XVIIIe siècle, Katsina est le cœur commercial du royaume haoussa, et la plus importante des sept cités-États. En 1807, Katsina est conquise lors du djihad mené par les Peuls d'Osman dan Fodio. Son pouvoir diminue alors au profit de Kano. En 1903, l'émir de Katsina se soumet au pouvoir britannique. Le 50e et actuel émir est Abdulmumini Kabir Usman, depuis le 13 mars 2008. Route trans-sahélienne Dakar (Sénégal) — N'Djamena (Tchad)  passe par Katsina.

## Enseignement
La ville de Katsina est bien reconnue depuis des années comme pôle d'apprentissage, il existe des écoles islamiques et autres écoles depuis le XIVe siècle, ci-dessous les institutions installées dans la ville :
- Université Umaru Musa Yar'adua, Katsina (UMYU)
- Université Alqalam, Katsina (anciennement Université islamique de Katsina)
- Hassan Usman Katsina Polytechnic
- Collège fédéral d'éducation, Katsina
- Institut de technologie et de gestion de Katsina (KTSITM)
- Université nationale ouverte du Nigéria (NOUN)
- Cherish Enterprises Institute
- Collège communautaire d'éducation de Katsina
- Collège d'études arabes et islamiques Danfodio.

## Sports
Le Katsina United Football Club fondé en 1994, évolue en ligue professionnelle de football du Nigeria.